# Kazikumuchské Kojsu
Kazikumuchské Kojsu (rusky Казикумухское Койсу) je řeka v Dagestánu v Rusku. Je 81 km dlouhá.

## Průběh toku
Ústí zprava do Karakojsu (povodí Sulaku).

## Vodní stav
Zdrojem vody je převážně voda z tajícího sněhu.